# Samba Niang
Samba Aly Ngoné Niang (Dakar, 15 ottobre 1973) è un ex cestista e allenatore di pallacanestro senegalese.

## Carriera
Con il Senegal ha disputato i Campionati mondiali del 1998 e quattro edizioni dei Campionati africani (1995, 1997, 1999, 2001).